# コル

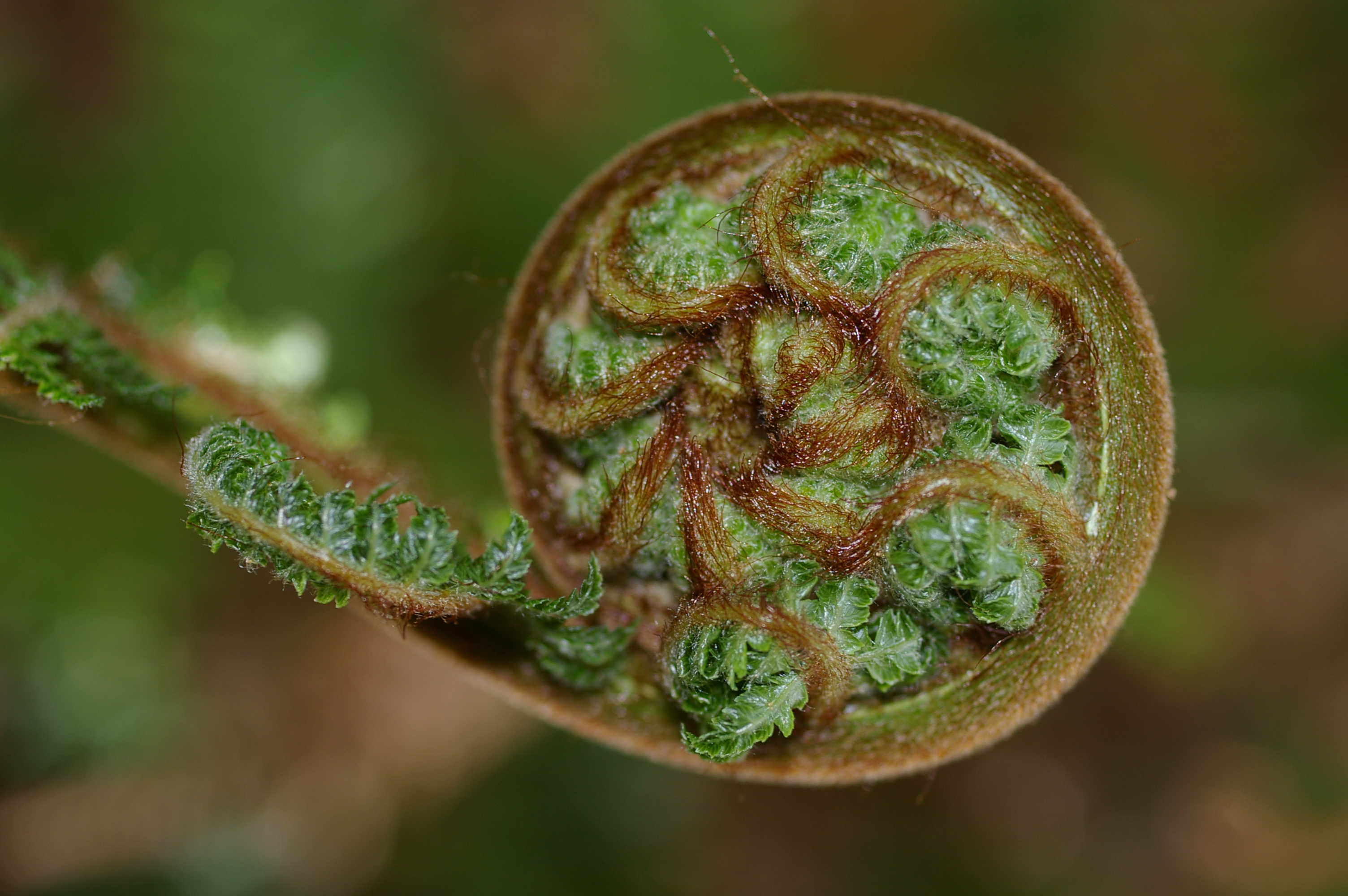
シダの新芽

コルまたはコルー（koru）とは、未だ展開しきらない渦巻状のシダの新芽を指すマオリの言葉である。「新生」「成長」「力」「平和」の象徴であり、マオリのカービングやタトゥーのモチーフとして好まれる。
コルはまた、シダが展開してゆく形状をモチーフとした骨彫刻のことを指す場合もある。骨彫刻のアクセサリーは、身に着けると皮膚の油分を吸って色が変化する。マオリの人々はこの現象を、身に着けた人の精神が彫刻に宿ったことの象徴であると考えた。従って誰かにコルのペンダントを渡す場合には、自分の精神の一部もまた譲り渡せるようにと、事前にある程度の期間それを身に着けておくという習慣がある。

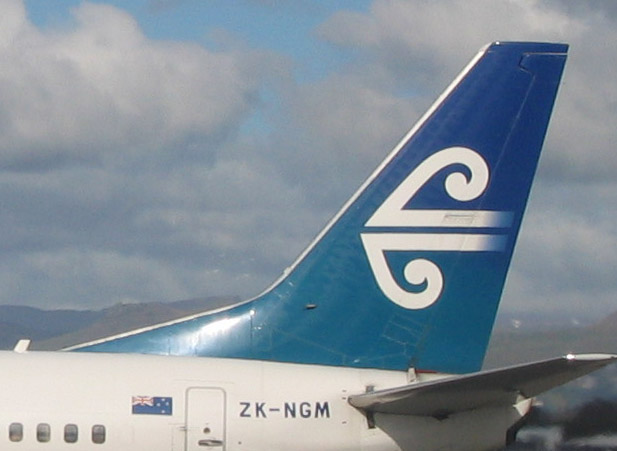
ニュージーランド航空のロゴマーク

コルはニュージーランド航空のロゴマークや、ニュージーランドの植物相を表すシンボルマークにもなっている。オーストリアの芸術家であったフリーデンスライヒ・フンデルトヴァッサーはコルをモチーフとして、新たなニュージーランド国旗の候補であるコル・フラグ（Koru Flag）をデザインしている。同様にモチーフ化されたコルは、Gordon Walters など他の芸術家の作品群にも見られる。

## 写真

フンデルトヴァッサーによる "Koru Flag"
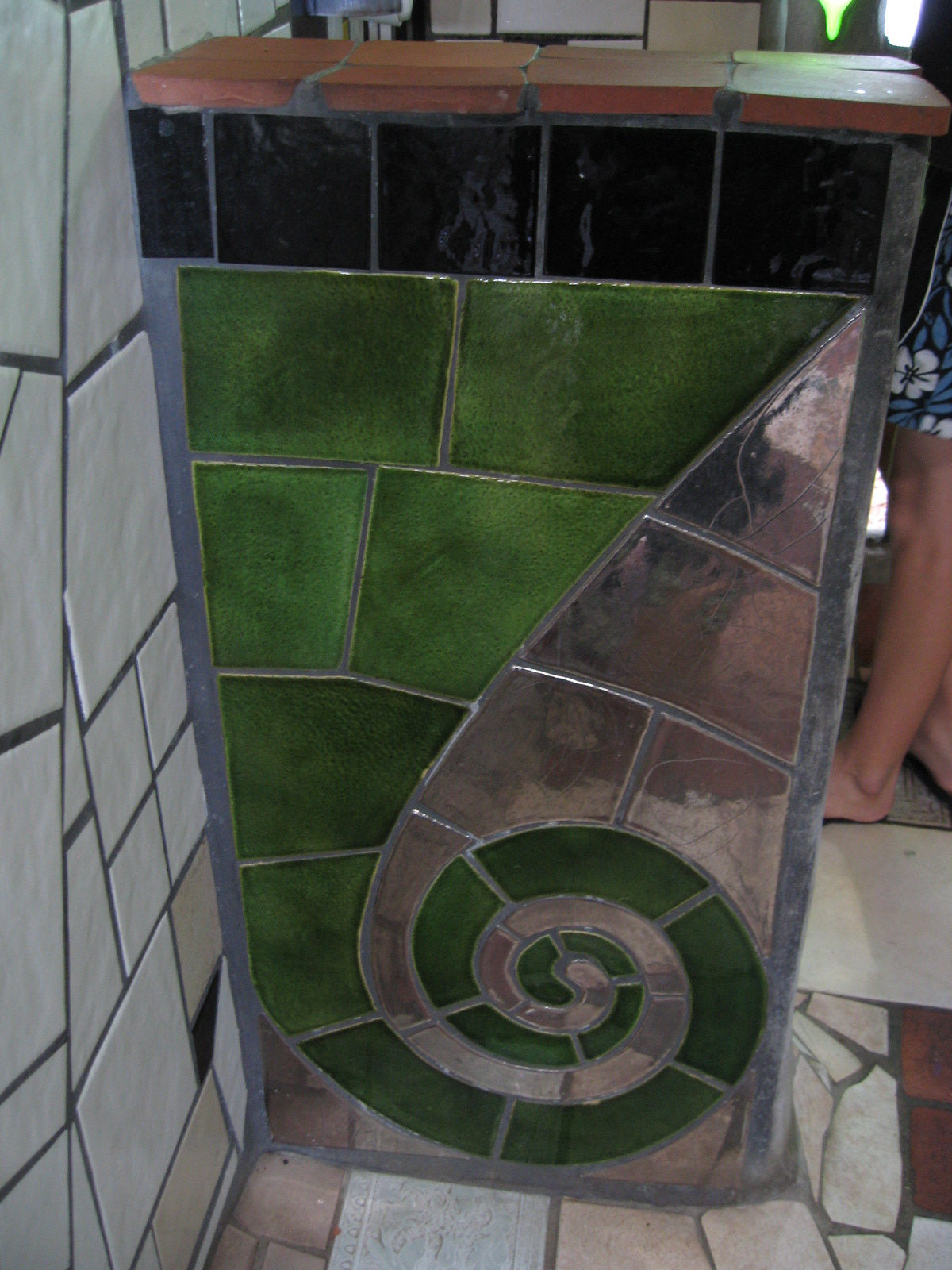
同デザインに基づくトイレの遮蔽版
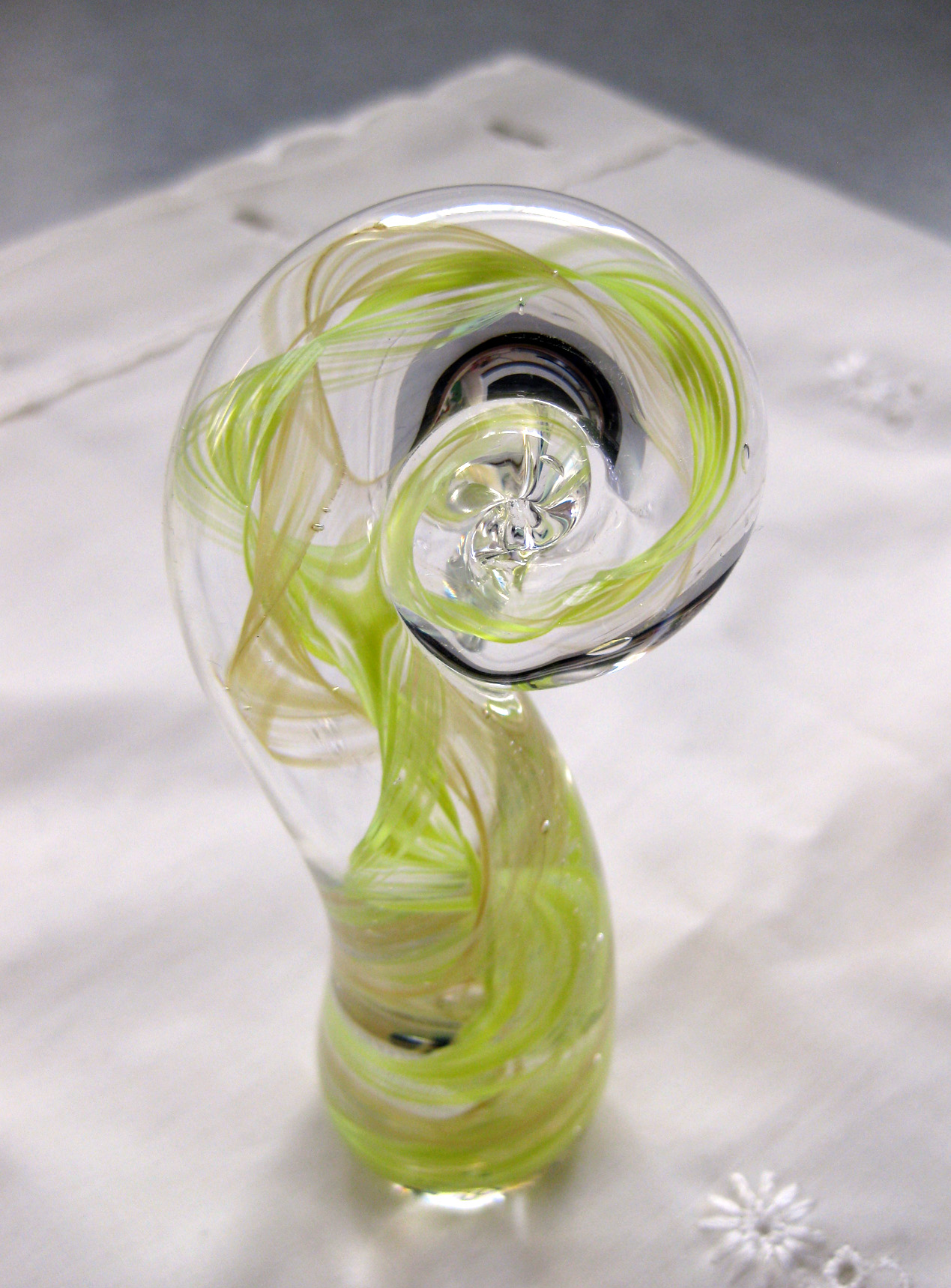
コルをモチーフにしたガラスの置物。
ニュージーランドの新国旗候補の一つ。詳細はニュージーランド国旗変更国民投票を参照。